# John Doyle (soccer)
Pour les articles homonymes, voir Doyle et John Doyle.
John Joseph Doyle, né le 16 avril 1966 à San José (Californie, États-Unis) est un footballeur international américain. 
Il occupe depuis 2008 le poste de manager général des San Jose Earthquakes,.

## Biographie

### En club
John Doyle commence sa carrière aux San Jose Earthquakes. Il joue ensuite aux San Francisco Bay Blackhawks.
En 1990, il rejoint l'Europe et le championnat suédois en signant un contrat avec l'équipe d'Örgryte IS. Puis en 1993, il rejoint la Bundesliga, en s'engageant avec le club du VfB Leipzig.
En 1995, il rentre dans son pays natal, pour évoluer avec le club d'Atlanta Ruckus. Il termine sa carrière aux San Jose Earthquakes, où il joue de 1996 à 2000. Il est élu défenseur de l'année de MLS lors de la saison 1996.

### En équipe nationale
John Doyle reçoit 53 sélections en équipe des États-Unis entre 1987 et 1994. Il inscrit 2 buts en équipe nationale.
John Doyle participe à de nombreuses compétitions internationales avec la sélection des États-Unis. Il prend part tout d'abord aux Jeux olympiques d'été de 1988 organisés à Séoul. Lors de ces Jeux olympiques, il joue un match face à l'équipe de Corée du Sud puis un autre face à l'URSS. Il inscrit un but face à l'Union soviétique.
John Doyle dispute ensuite à la Coupe du monde 1990 qui se déroule en Italie. Lors de ce mondial, il dispute deux matchs, l'un face à l'Italie et le second face à l'Autriche.
John Doyle participe ensuite à la Gold Cup 1991 organisée dans son pays natal. Lors de cette compétition, il inscrit un but face au Mexique en demi-finale. L'équipe des États-Unis remporte la compétition, ce qui constitue le premier titre majeur pour John Doyle.
On retrouve ensuite John Doyle lors de la Copa América 1993 qui se déroule en Équateur. Les États-Unis terminent bon dernier de leur groupe et ne passent pas le premier tour de la compétition. Le dernier tournoi international disputé par John Doyle est la Gold Cup 1993, tournoi organisé conjointement par les États-Unis et le Mexique. La sélection américaine arrive jusqu'en finale de la compétition, en se faisant lourdement battre par le Mexique lors de l'ultime match (4-0).

## Palmarès

### Collectif
- Vainqueur de la Gold Cup 1991
- Finaliste de la Gold Cup 1993

### Individuel
- Défenseur de l'année de MLS : 1996
- MLS Best XI : 1996
- Défenseur de l'année de A-League : 1995
- Présence dans l'équipe-type de l'année en A-League : 1990, 1992 et 1995
- Présence dans l'équipe-type de l'année en Western Soccer Alliance : 1989